# 蒙古栒子
蒙古栒子（学名：Cotoneaster mongolicus）是蔷薇科栒子属的植物。其种加词“mongolicus”意为“蒙古的”。分布于蒙古以及中国大陆的内蒙古等地，多生长于丛林边多石燥地，目前尚未由人工引种栽培。